# Трудовик (Василівський район)
Трудови́к — село в Україні, у Роздольській сільській громаді Василівського району Запорізької області. Населення становить 24 особи. До 2017 року орган місцевого самоврядування — Роздольська сільська рада.

## Географія
Село Трудовик розташоване за 77 км від обласного центру та 21 км від районного центру. Сусідні села: Шевченка (0,5 км) та Вишнівка (1 км). Біля села тече 3-й магістральний канал. Поруч проходять автошлях міжнародного значення М18E105 та залізниця, на якій розташований пасажирський зупинний пункт Платформа 1170 км (за 1,5 км).

## Історія
Село засноване 1922 року.
22 листопада 2017 року, в ході децентралізації, Роздольська сільська рада об'єднана з Роздольською сільською громадою.
12 червня 2020 року, відповідно до розпорядження Кабінету Міністрів України № 713-р «Про визначення адміністративних центрів та затвердження територій територіальних громад Запорізької області», затверджено склад Роздольської сільської громади.
19 липня 2020 року, в результаті адміністративно-територіальної реформи та ліквідації Михайлівського району, село увійшло до складу Василівського району.
22 червня 2023 року рішенням Національної комісії зі стандартів державної мови віднесено до списку населених пунктів, які «можуть не відповідати лексичним нормам української мови», зокрема стосуватися «російської імперської чи колоніальної політики». Громаді рекомендовано обґрунтувати доцільність збереження поточної назви або запропонувати нову назву в установленому законодавством порядку.